# 都そば
都そば（みやこそば）は、誠和食品株式会社および大阪誠和食品株式会社が展開する立ち食いそば・うどん店である。

## 概要
1962年（昭和37年）に有楽町で創業。1967年（昭和42年）に大阪に進出し、チェーン店として大成功を収めた。現在も近畿地方での店舗数は最大規模を誇り、特に京阪神の駅前や商店街等に出店している。
一方で東京の誠和食品が運営する店舗は年々減少し、2023年現在は3店舗に留まる。
セントラルキッチン方式を採用しておらず、各店舗で毎日出汁を引くスタイルを守り続けている。首都圏の店舗では関東風と関西風からつゆの味を選べるのが特徴である。
食券売機は設置していない。